# Бегство графов

Интерактивная карта бегства графов

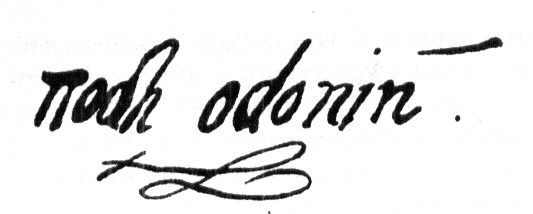
Подпись ирландского вождя и графа Донегола Хью Роэ О’Доннелла на документе 1601 года

Бегство графов (ирл. Imeacht na nIarlaí) — событие в истории Ирландии, которое состоялось 4 сентября 1607 года.

## История
4 сентября 1607 года 99 ирландских аристократов, которые были потомками ирландских королей и вождей кланов, что имели титулы и владели землями сбежали из Ирландии на кораблях в Испанию. Это произошло после поражения очередного ирландского восстания против английской власти, которое возглавляли Хью Роэ О’Доннел и Хью О’Нилл. Восстания против английской власти не прекращались в Ирландии на протяжении всего XVI века. Но особенно сильно восстание вспыхнуло в 1590 году, когда Рыжему Хью О’Доннеллу и другим ирландским главарям удалось сбежать из английской тюрьмы. В 1602 году Рыжий Хью О’Доннел отправился в Испанию, чтобы просить помощи у испанской короны против Англии. Там он был принят с большими почестями, но неожиданно скончался 10 сентября 1602 года. После смерти лидера восстания много ирландских вождей сложили оружие. Ещё сопротивлялся Хью О’Нилл, но его силы таяли в борьбе. 30 марта 1603 года Хью О’Нилл встретился с английскими представителями и начал переговоры о примирении. Был составлен письменный договор с английской королевой Елизаветой I Тюдор о примирении. Но на самом деле королева Елизавета уже умерла, но это скрыли от ирландских вождей. Новый английский король Яков I Стюарт принял ирландских главарей Хью О’Нилла и Рори О’Доннелла, признал их графами Тирона и Донегола соответственно. Но ситуация в Ирландии оставалась напряженной. Особенно она обострилась в 1607 году, когда к зданию парламента в Дублине было подброшено анонимное письмо с сообщением о подготовке ирландцами нового восстания. В письме не указывалось ни имени, но утверждалось о причастности Хью О’Нилла и Рори О’Доннелла к подготовке восстания. Позднее было доказано, что эту провокационную фальшивку составил английский барон Кристофер Лоуренс. Хью О’Нилл и Рори О’Доннелл поняли, что их собираются убить и готовят расправу над другими ирландскими аристократами и вождями кланов. В это время сын Хью О’Нилла — Генри сообщил отцу, что подготовил корабль в заливе Лох-Суилли для бегства в Европу. Письмо от сына Хью О’Нилл получил, когда он с английским наместником Артуром Чичестером посещал Слейн в графстве Мит. Не сказав Чичестеру ни слова, он покинул его и отправился в Мелифонт, а оттуда выехал в Ратмаллан в заливе Лох-Суилли, где его ждал французский корабль. На корабль сели 99 ирландских аристократов с семьями «оставив своих лошадей на берегу без присмотра» и 4 сентября 1607 года отправились в Испанию. Шторм заставил их пристать к берегу возле устья Сены во Франции. Французский король любезно принял эмигрантов. Затем они отправились в Рим, где получили убежище от имени папы римского и короля Испании. Рори О’Доннел умер в изгнании в следующем 1608 году, а Хью О’Нилл скончался в 1616 году.